# Honda S660

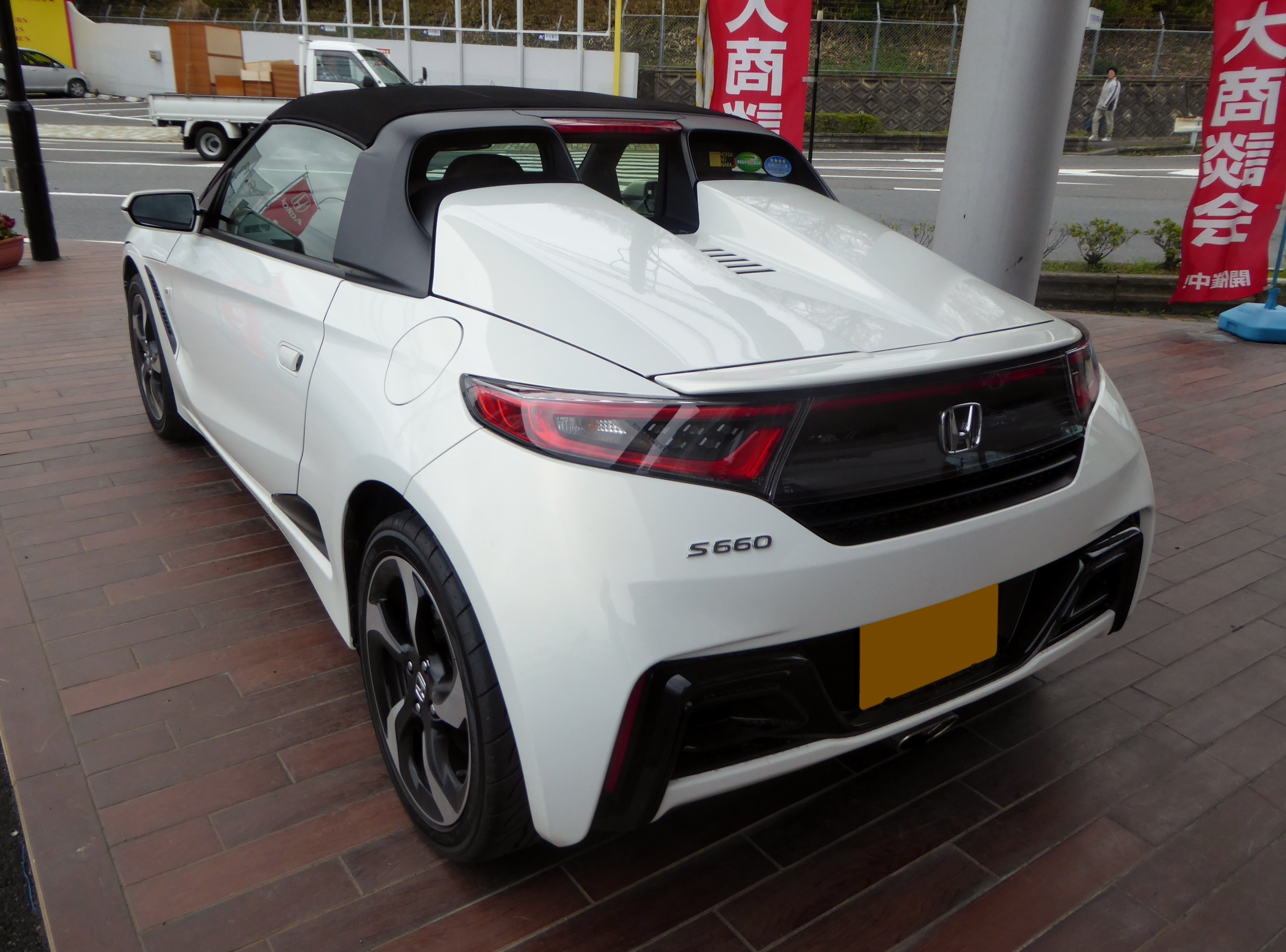
Heckansicht

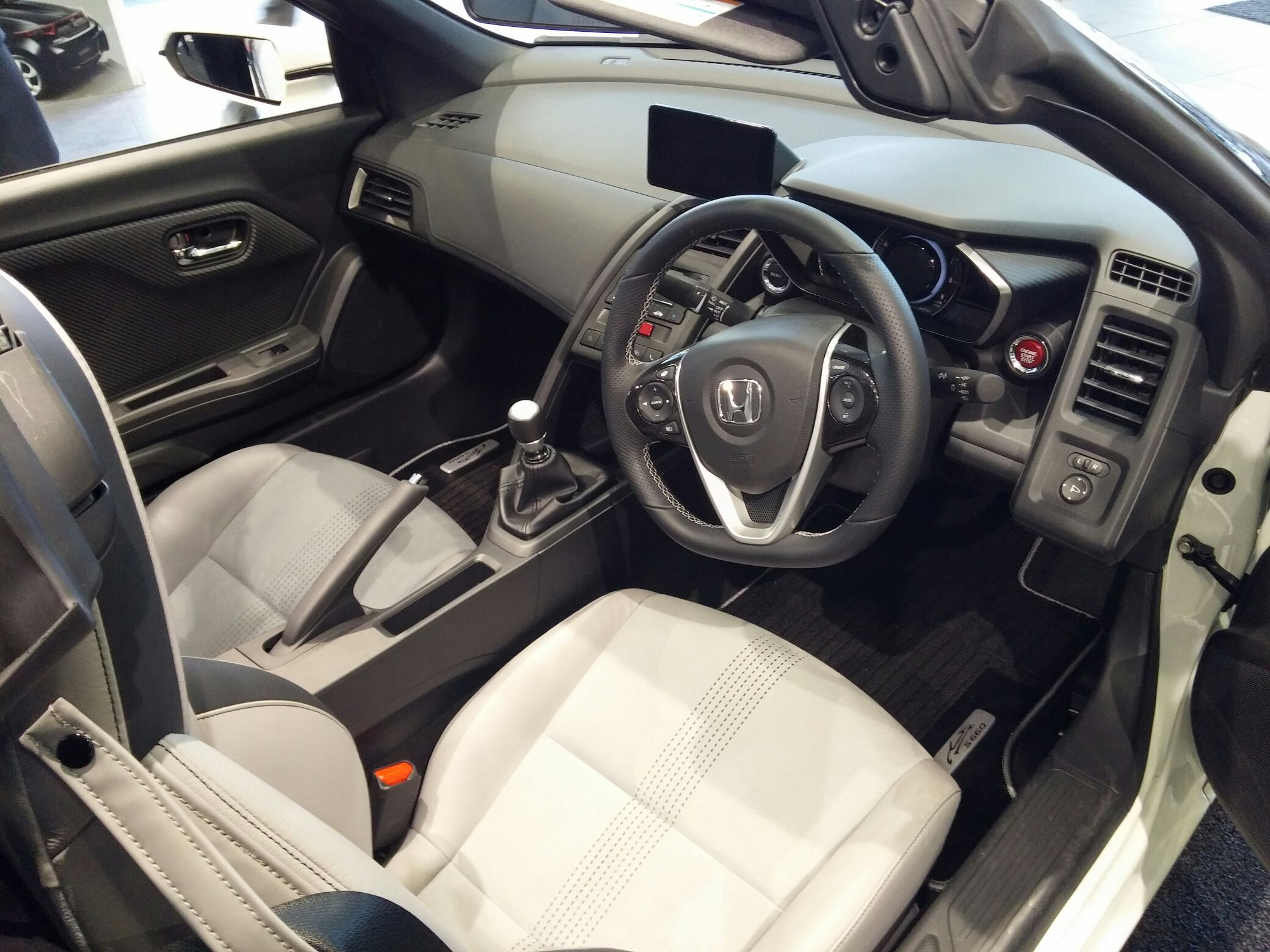
Innenraum

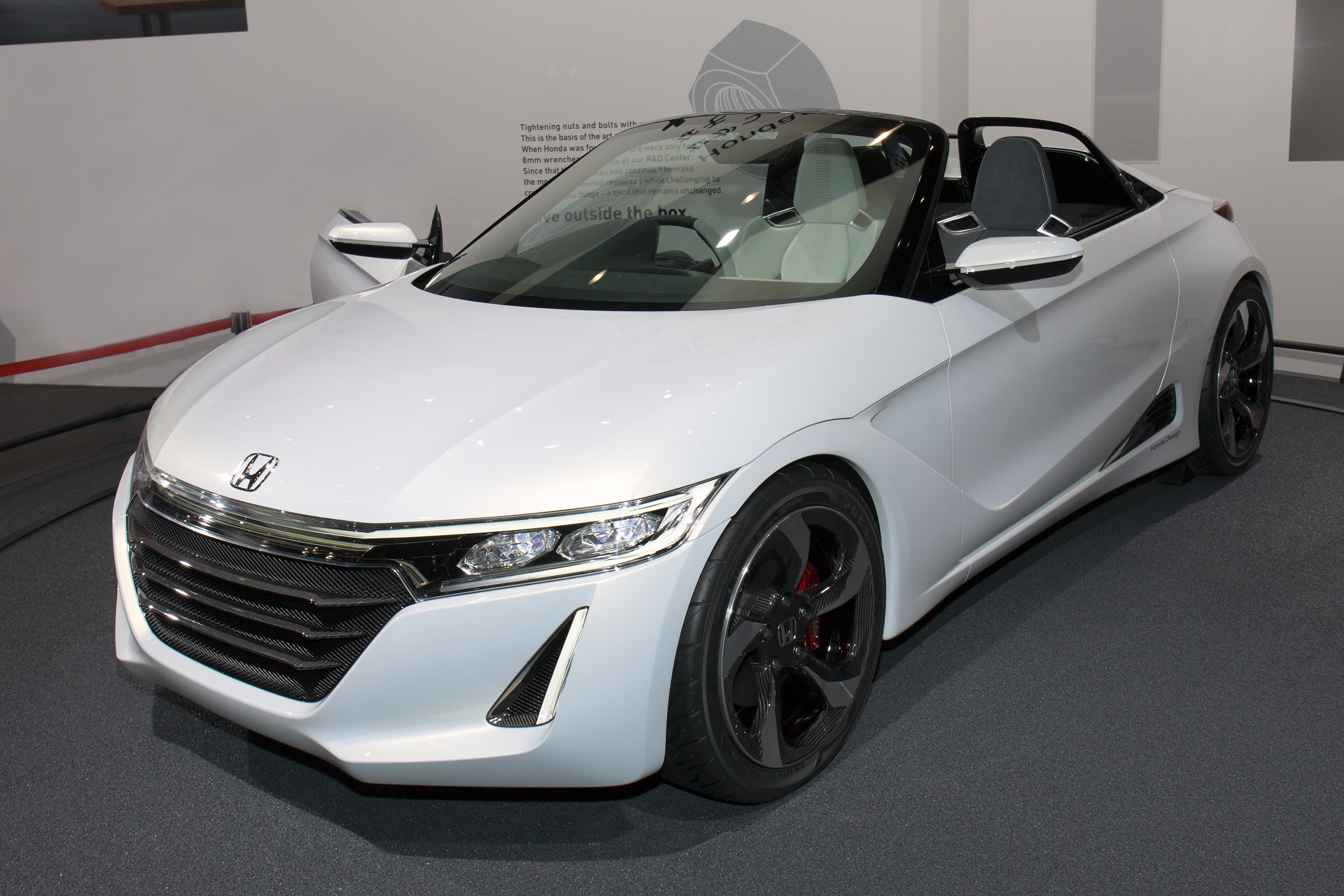
Honda S660 Concept auf der Tokyo Motor Show 2013

Der Honda S660 ist ein zweisitziger Roadster des japanischen Automobilherstellers Honda, der nur auf dem japanischen Heimatmarkt verkauft wurde. Auf Grund des Hubraums von 658 cm³, der Länge von unter 3,40 Meter, der Breite von unter 1,48 Meter und der Leistung von 47 kW (64 PS) zählt der S660 zu den Kei-Cars, wodurch in Japan die drei Kfz-Steuern reduziert sind und der Stellplatznachweis entfällt.

## Geschichte
Einen ersten Ausblick auf den Wagen zeigte Honda auf der Tokyo Motor Show im November 2013 mit dem Konzeptfahrzeug S660 Concept. Der Verkauf der Serienversion startete in Japan im April 2015 mit einem auf 660 Fahrzeuge limitierten Sondermodell. Gebaut wurde der Roadster in Yokkaichi, außerhalb Japans war er nicht erhältlich. Anfang 2021 verkündete Honda, die Produktion des S660 im März 2022 einstellen zu wollen.
Den letzten Roadster im Kei-Car-Format baute Honda zwischen 1991 und 1996 mit dem Beat.

## Technik
Der Honda S660 ist mit einem 658 cm³ großen Dreizylinder-Ottomotor ausgestattet, der mit einem Turbolader 47 kW (64 PS) leistet. Der Motor ist vor der Hinterachse angeordnet, seine Kraft wird auf die Hinterachse übertragen. Mit dem Mittelmotor und dem Hinterradantrieb hat der S660 zwei für das Handling wichtige Merkmale, die auch bei hochmotorisierten Sportwagen zu finden sind. Serienmäßig hat der Zweisitzer ein 6-Gang-Schaltgetriebe, wahlweise war ein stufenloses CVT-Getriebe erhältlich. Die Höchstgeschwindigkeit ist auf 134 km/h elektronisch begrenzt.

## Technische Daten
|                                             | S660                       |
| Bauzeitraum                                 | 04/2015–03/2022            |
| Motorkenndaten                              |                            |
| Motortyp                                    | R3-Ottomotor               |
| Motoraufladung                              | Turbolader                 |
| Hubraum                                     | 658 cm³                    |
| Verdichtungsverhältnis                      | 9,2 : 1                    |
| max. Leistung bei min−1                     | 47 kW (64 PS) / 6000       |
| max. Drehmoment bei min−1                   | 104 Nm / 2600              |
| Kraftübertragung                            |                            |
| Antrieb, serienmäßig                        | Hinterradantrieb           |
| Getriebe, serienmäßig                       | 6-Gang-Schaltgetriebe      |
| Getriebe, optional                          | (Stufenloses CVT-Getriebe) |
| Messwerte                                   |                            |
| Höchstgeschwindigkeit                       | 134 km/h (abgeregelt)      |
| Beschleunigung, 0–100 km/h                  | 10,0 s                     |
| Kraftstoffverbrauch auf 100 km (kombiniert) | 4,7 l Super (4,1 l Super)  |
| Leergewicht                                 | 830 kg (850 kg)            |
| Tankinhalt                                  | 25 l                       |

- Werte in runden Klammern für Modell mit Automatikgetriebe